# 2017년~2019년 루마니아 시위
2017년 루마니아 시위는 소린 그린데아누가 루마니아의 총리로 취임하고 내각을 구성한지 수일 후부터 발생한 대규모 시위이다. 2017년 1월 31일 루마니아 법무부가 징역 5년 이내의 기결수와 직권남용 국고 손실액이 20만 레우 미만인 부패 사범을 대거 사면하는 내용의 행정명령을 통과시키자, 전국적으로 수십만명이 모여 이에 항의하는 시위를 벌였다.

## 같이 보기
- 2012-2015년 루마니아 불온사태
- 콜렉티브 나이트클럽 화재